# Township Rollers FC
El Township Rollers FC és un club de futbol botswanès de la ciutat de Gaborone.

## Palmarès
- Lliga botswanesa de futbol: [2]
  - 1979, 1980, 1982, 1983, 1984, 1985, 1987, 1995, 2004–05, 2009–10, 2010–11, 2013–14, 2015–16, 2016-17, 2017-18, 2018-19
- Copa botswanesa de futbol: [3]
  - 1979, 1993, 1994, 1996, 2005, 2010
- Orange Kabelano Charity Cup: [3]
  - 2002, 2004, 2006, 2014, 2015
- Gilbeys Cup: [3]

1991, 1992, 1996
- Mascom Top 8 Cup: [3]

2012, 2018